# Кочана (река)
Кочана (на гръцки: Στρυμονικό, катаревуса, Στρυμονικόν) е река в Солунско и Сярско, Егейска Македония, Гърция, десен приток на Струма (Стримон).

## Път
Реката извира от Лахненските планини западно от село Лахна (Лаханас). Тече първоначално в северна, а след това в североизточна посока, като разделя Кочанската планина на северозапад от Лахненските планини на югоизток. След като излиза в Сярското поле, реката приема източна посока, минава през село Орляк (Стримонико) и традиционно се влива в Струма като десен приток, но в XX век е уловена в мрежата от напоителни канали.

## Водосборен басейн
→ ляв приток, ← десен приток
- → Корита
- → Каваки
- → Чезмедере